# Menon (Ouvèze)
Le Menon est un cours d'eau français du département de la Drôme, en région Auvergne-Rhône-Alpes. Il prend sa source au Poët-en-Percip et se jette dans l'Ouvèze, en rive gauche. C'est donc un sous-affluent du Rhône.

## Géographie
Descendant de l'est vers l'ouest, comme l'Ouvèze, son cours fait 13 km de long. Situé dans le seul département de la Drôme, le Menon traverse trois communes : d'amont en aval Le Poët-en-Percip (source), La Roche-sur-le-Buis, et Buis-les-Baronnies (confluence).

## Affluents
- Ruisseau des Treize Lances
- L'Alauzon

Le rang de Strahler est donc de deux.